# Philip Agee
Philip Burnett Franklin Agee (19. července 1935, Tacoma, Florida – 7. ledna 2008, Kuba) byl důstojník CIA a autor několika knih, z nichž nejznámější je Inside the Company: CIA Diary.